# Nagoya Rinkai Rapid Transit
Nagoya Rinkai Rapid Transit (名古屋臨海高速鉄道株式会社?, Nagoya Rinkai Kōsoku Tetsudō Kabushiki kaisha) è una compagnia ferroviaria giapponese con sede nel quartiere Minato a Nagoya nella prefettura di Aichi. Gestisce la linea Aonami che collega la stazione di Nagoya all'area portuale.

## Storia
L'azienda è stata fondata il 2 dicembre 1997 per convertire e gestire la linea merci Nishi-Nagoyakō al traffico passeggeri. Il 6 ottobre 2004 viene aperta la linea Aonami.

## Linee ferroviarie
L'azienda gestisce una sola linea ferroviaria.
| Linea        | Nome giapponese | Distanza totale     | Capolinea | Stazioni |
| ------------ | --------------- | ------------------- | --------- | -------- |
| Linea Aonami | あおなみ線      | Nagoya - Kinjō-futō | 15.2      | 11       |

## Materiale rotabile

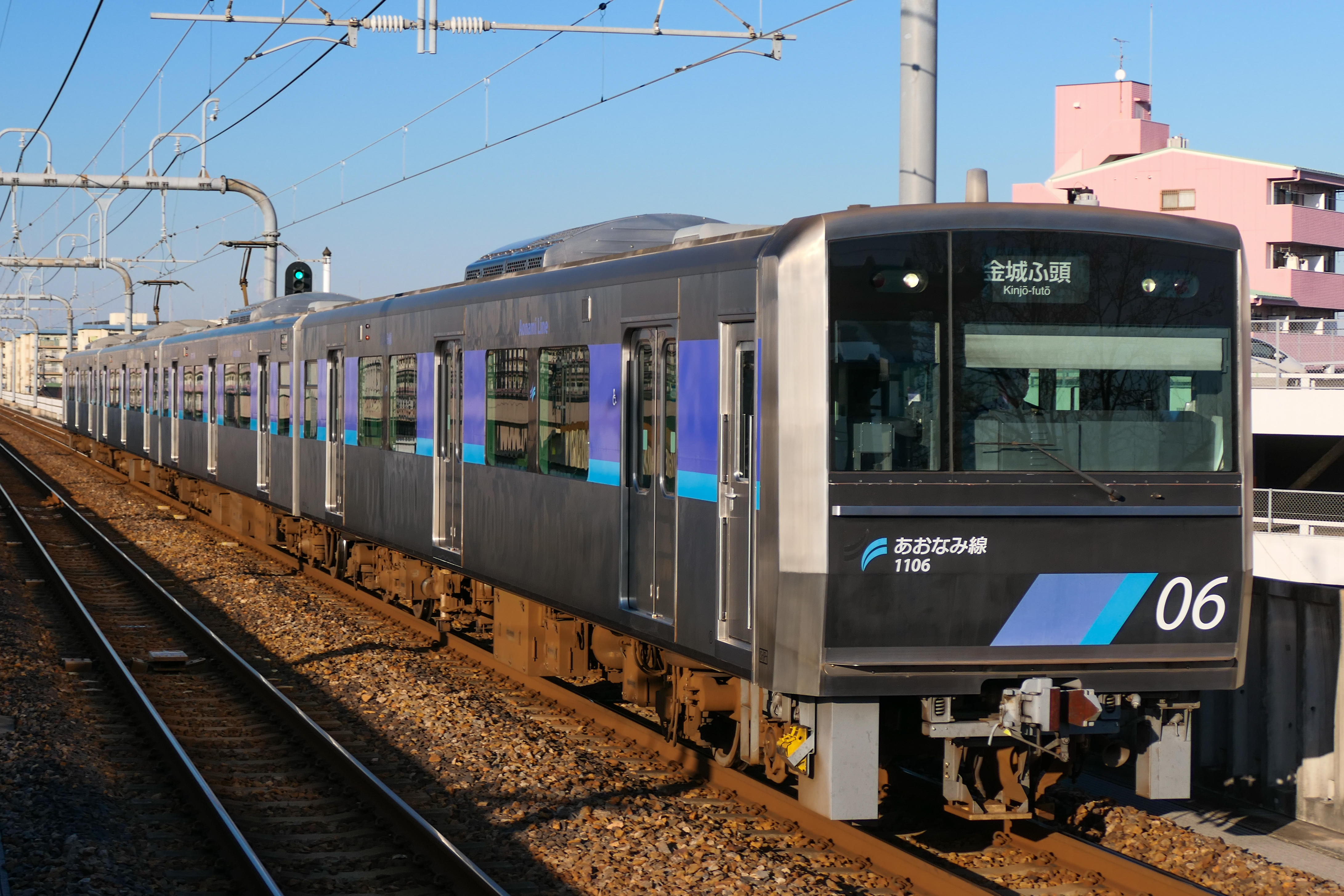
Serie 1000

L'azienda utilizza 32 automotrici elettriche della serie 1000 per il trasporto passeggeri sulla linea Aonami. Sono stati prodotti dalla Nippon Sharyō e consegnati nel 2004 in previsione dell'apertura della linea. I treni in servizio sono otto, ciascuno composto da due carrozze di comando e due carrozze centrali. Mentre una carrozza motrice può ospitare 140 passeggeri (di cui 46 seduti), le carrozze centrali possono ospitare 151 passeggeri (di cui 56 seduti); insieme, una composizione può quindi trasportare fino a 582 passeggeri.